# جو سول-سونغ
جو سول-سونغ هو لاعب كرة قدم كوري شمالي، ولد في 27 أكتوبر 1995.

## وصلات خارجية
- جو سول-سونغ على موقع Soccerway.com (الإنجليزية)